# Alcolea (Almeria)
Alcolea és una petita població de La Alpujarra de la província d'Almeria.
A diferència de la zona de Granada, les cases no segueixen la distribució uniforme de colors blancs mediterranis, més aviat, les lleis no han disposat a aquella banda de les Alpujarras cap normativa urbanística.
Això sí, aquesta petita població té el caliu de la gent, els costums propis castellans, barrejats amb certs costums àrabs fonamentalment el menjar.